# إيمي تشانس
إيمي تشانس (بالإنجليزية: Amy Chance)‏ هي ممثلة أمريكية، ولدت في 21 يوليو 1975 في هوليوود في الولايات المتحدة.

## وصلات خارجية
- إيمي تشانس على موقع IMDb (الإنجليزية)
- إيمي تشانس على موقع قاعدة بيانات الفيلم (الإنجليزية)